# MeatballWiki
MeatballWiki är en wikiwebbplats som handlar om den del av internetkulturen som rör sig kring olika gemenskaper, communities, och inte minst på wikigemenskaper. På Meatball finns dokumentation, essäer och åsikter kring olika sätt som en nätgemenskap kan utvecklas på, olika grupper inom dess användarbas, och hur olika typer av konflikter kan hanteras och lösas. Eftersom MeatballWiki är en nätgemenskap som handlar om nätgemenskaper, används den ibland som referensmaterial. Webbplatsens wikimotor är UseModWiki, och Meatball har också själv påverkat UseModWikis utveckling.
Bland Meatballs spår i wikikulturen kan nämnas att engelskspråkiga Wikipedias äldsta utmärkelse till sina användare, "barnstar", ursprungligen skapades på MeatballWiki.
Liksom alla andra wikisidor som körs på UseModWiki, skrivs ord i wikilänkar på Meatball ihop i CamelCase.